# Левицкий, Алексей Михайлович
Алексе́й Миха́йлович Леви́цкий (1904 г., село Барятино Тульской губернии — после 1991 г., Москва) — деятель ВКП(б), и. о. 2-го секретаря ЦК КП(б) Беларуси. Депутат Верховного Совета СССР 1-го созыва.
Входил в состав особой тройки НКВД СССР.

## Биография
Алексей Михайлович родился в селе Барятино Тульской губернии в семье чиновника.
Член партии большевиков с 1920 г. В 1919—1921 гг. красноармеец Коммунистического полка РККА.
В 1921—1922 гг. инструктор, заведующий отделом Белёвского укома РКП(б) Тульской губернии, информатор Тульского губкома РКП(б).
В 1922—1924 гг. инструктор, заведующий отделом укома, секретарь Епифаньского райбюро РКП(б).
В 1925—1928 гг. уполномоченный упрофбюро, заведующий отделом райкома ВКП(б), председатель райисполкома в г. Серебряные Пруды Московской губернии. Далее председатель райисполкома в Дубне Тульской области.
В 1928—1930 гг. заведующий отделом крестсельсоюза, инструктор окрисполкома, заместитель начальника Тульского облзу. В 1930—1933 гг. секретарь райкома ВКП(б) в г. Чернь Московской области.
В 1933—1937 гг. секретарь райкома ВКП(б) в г. Сасово Рязанской области.
11.8.1937 — 30.3.1938 и. о. второго секретаря ЦК КП(б) Беларуси, 31.1.1938 — 15.5.1940 член ЦК и Бюро ЦК КП(б) Беларуси. Этот период отмечен вхождением в состав особой тройки, созданной по приказу НКВД СССР от 30.07.1937 № 00447 и активным участием в сталинских репрессиях.
В 1938—1941 гг. студент Сельхозакадемии им. Тимирязева.
В 1941—1946 гг. комиссар Горьковского танкового училища, начальник политотдела 15-й танковой бригады 5-й гвардейской танковой армии.
В 1946—1950 гг. председатель Луховицкого райисполкома Московской области. В 1950—1953 гг. начальник Московского облуправления сельского хозяйства. В 1953—1956 гг. начальник Московского облуправления сельского хозяйства и заготовок Министерства сельского хозяйства. В 1957—1968 гг. в аппарате Экономической комиссии Совета национальностей Верховного Совета СССР.

## Награды
- Орден «Знак Почёта», 15.12.1943 г[5].
- Орден Отечественной войны II степени, 16.01.1944 г[6].
- Орден Красного Знамени, 19 июля 1944 г[7].